# بداوة (سيدي قاسم بن جميل)
بداوة هو دُوَّار يقع بجماعة سيدي أحمد بنعيسى، إقليم سيدي قاسم، جهة الرباط سلا القنيطرة في المملكة المغربية. ينتمي الدوّار لمشيخة سيدي قاسم بن جميل التي تضم 15 دوار. يقدر عدد سكانه بـ 204 نسمة حسب الإحصاء الرسمي للسكان والسكنى لسنة 2004.

## روابط خارجية
- البوابة الوطنية للجماعات الترابية نسخة محفوظة 12 مارس 2018 على موقع واي باك مشين.
- المندوبية السامية للتخطيط